# 大熊常光
大熊 常光（おおくま つねみつ、生没年不詳）は、安土桃山時代の武将。大熊朝秀の嫡男。通称、五郎左衛門、朝友。
父・朝秀とともに武田氏に仕え、真田昌幸の配下に馬廻りとして属した。
父が天目山の戦いで戦死した後も、そのまま真田氏の家臣として活動し、昌幸の子・信之の代には筆頭家老となる。1590年の小田原征伐における忍城攻めや1600年の関ヶ原の戦いにおいて真田家臣（信之家臣として東軍に属す）として活動が確認できる。
子孫も代々、真田氏の家老職を踏襲し存続した。
| スタブアイコン | サブスタブ | この項目は、まだ閲覧者の調べものの参照としては役立たない、人物に関連した書きかけの項目です。この項目を加筆・訂正などしてくださる協力者を求めています（P:人物伝/PJ:人物伝）。 |